# InCulto
InCulto — литовская музыкальная группа, представлявшая свою страну на конкурсе песни Евровидение 2010, который проходил в г. Осло.

## Участие на Евровидении
Группа впервые участвовала в литовском отборе на Евровидение в 2006, с песней «Welcome», но заняла на нём только второе место, значительно уступив поп-группе «LT United» (впоследствии занявшей шестое место на Евровидении 2006).
4 марта 2010 группа снова участвовала в литовском отборочном конкурсе «Eurovizija 2010», и выиграла его с песней «East European Funk», что предоставило InCulto право участвовать на Евровидении 2010. Песня была исполнена во втором полуфинале, и не прошла в финал, расположивший на 12-й позиции. Максимальное количество баллов (12) литовский коллектив получил от Ирландии.
В 2011 году группа официально объявила о распаде.

## Дискография

### Альбомы
- PostSovPop (2004)
- Marijos Žemės Superhitai (2007)
- Closer Than You Think (2010)

### Синглы
- Jei labai nori (feat. Linas Karalius) (2004)
- Suk, suk ratelį (2004)
- Boogaloo (2005)
- Welcome To Lithuania (2006)
- Reikia bandyt (feat. Erica Jennings) (2007)
- Pasiilgau namų (feat. Andrius Rimiškis) (2007)
- Eastern European Funk (2010)
- Keep on Dancing (2010)
- Close to Midnight (2010)
- If Not Me (2010)

## Награды
- Best New Act, Bravo Music Awards (2004)
- Best Band, Bravo Music Awards (2005)
- Best Alternative Act, Radiocentras Music Awards (2005)
- Best Baltic Act, MTV Europe Music Award (2006)